# Turanogryllus babaulti
Turanogryllus babaulti är en insektsart som först beskrevs av Lucien Chopard 1963.  Turanogryllus babaulti ingår i släktet Turanogryllus och familjen syrsor. Inga underarter finns listade i Catalogue of Life.